# Kopalnia Węgla Kamiennego Knurów-Szczygłowice
Kopalnia Węgla Kamiennego Knurów-Szczygłowice – zespolona kopalnia znajdująca się w województwie śląskim, na terenie miasta Knurów, należy do Jastrzębskiej Spółki Węglowej.
Od 1 kwietnia 2009 r. decyzją  Zarządu Kompanii Węglowej S.A. kopalnie Knurów i Szczygłowice działają jako jeden podmiot o nazwie KWK Knurów-Szczygłowice.
Decyzja o połączeniu kopalni zapadła na skutek zbiegu niekorzystnych zdarzeń:
- w przypadku „Knurowa” chodzi o opóźnienia inwestycyjne oraz budowę nowych poziomów. Kopalnia ma też problemy z wycięciem złoża pod filar ochronny autostrady A1.
- w przypadku „Szczygłowic” decydujące było zawalenie się szybu wentylacyjnego V i wyłączenie go z użytkowania[3].

W I. półroczu 2014 r. kopalnia zatrudniała 5649 pracowników i przynosiła straty w wysokości -28,91 zł. na tonie wydobytego węgla.
31 lipca 2014 roku kopalnia przestała być własnością Kompanii Węglowej i włączona została do Jastrzębskiej Spółki Węglowej.
Kopalnia jest zabezpieczana przez Okręgową Stację Ratownictwa Górniczego w Wodzisławiu Śląskim.